# El·lipsi
En lingüística, l'el·lipsi (del grec ἔλλειψις, élleipsis, «omissió»), o construcció el·líptica, és una figura retòrica que consisteix en l'omissió deliberada d'una o més paraules en una clàusula que, encara que siguin necessàries per a la correcta construcció gramatical, es poden sobreentendre pel context.

## Exemples de la llengua comuna
Jo hi aniré demà i ells, dimecres. (...i ells hi aniran dimecres)
Encantat! (... de conèixer-te)

## Exemples literaris
El carrer desert. Les pedres humides. L'asfalt, lluent com un mirall. (en què s'omet reiteradament el verb)
(Salvador Espriu)

## Exemples del llenguatge publicitari
- Calefacció Roca, solucions per al seu confort.

(Roca)
- Amb Agiolax, un rellotge.

(laxant Agiolax)
- El·lipsi verbal: S'ometen paraules a la frase, o no s'anomena allò de què es parla. Molts dels titulars són el·lipsis. Exemple: Think different, ordinadors Apple.[3]
- El·lipsi visual: S'ometen parts d'una imatge per a reforçar-ne un atribut.[3]

## Exemples referits a la narració (escrita o visual)
També es fa servir el terme el·lipsi per referir-se a la tècnica narrativa que omet una part del relat i que permet reduir el temps del discurs respecte al temps de la història.
En el cas que aquest procediment respongui a la voluntat de l'autor d'amagar-nos una part dels fets –com passa de vegades en novel·les policíaques o relats de misteri, per exemple–, ens trobem davant el recurs que Morier anomena escamotage (escamoteig).